# Ближний (Волгоградская область)
Ближний — хутор в Кумылженском районе Волгоградской области России. Входит в состав Глазуновского сельского поселения. Население 2 чел. (2010).

## География
Расположен в западной части региона, в лесостепи, в пределах Хопёрско-Бузулукской равнины, являющейся южным окончанием Окско-Донской низменности.
Уличная сеть состоит из одного географического объекта: ул. Центральная

## Население
| 2010 |
| ---- |
| 2    |

Гендерный состав
По данным Всероссийской переписи населения 2010 года в гендерной структуре населения из 2 жителей мужчин и женщин — по одному человеку (50 % каждая когорта).
Национальный состав
Согласно результатам переписи 2002 года, в национальной структуре населения
русские составляли 100 % из общей численности населения в 3 чел..

## Инфраструктура
Личное подсобное хозяйство.

## Транспорт
Стоит на дороге муниципального значения. Просёлочные дороги.